# Croce Rossa congolese

il simbolo della Croce Rossa

La Croce Rossa congolese è la società nazionale di Croce Rossa della Repubblica del Congo, stato dell'Africa centrale. La Società conta circa 13 000 tra membri e volontari (nel 2001) ed ha sede nella capitale Brazzaville.

## Denominazione ufficiale
- Croix-Rouge Congolaise, in lingua francese, idioma ufficiale del paese;
- Congolese Red Cross, in lingua inglese, denominazione utilizzata internazionalmente e presso la Federazione;

## Storia
La Croce Rossa congolese fu fondata nel 1964 e riconosciuta dal CICR nel 1976; nel 1977 venne ammessa nella "Lega della Croce Rossa e Mezzaluna Rossa", l'attuale Federazione. Due decreti ministeriali, rispettivamente del 1965 e 1976, riconobbero ufficialmente la Società come "organismo di soccorso volontario ed ausiliaro dei poteri pubblici".